# 雪の女王

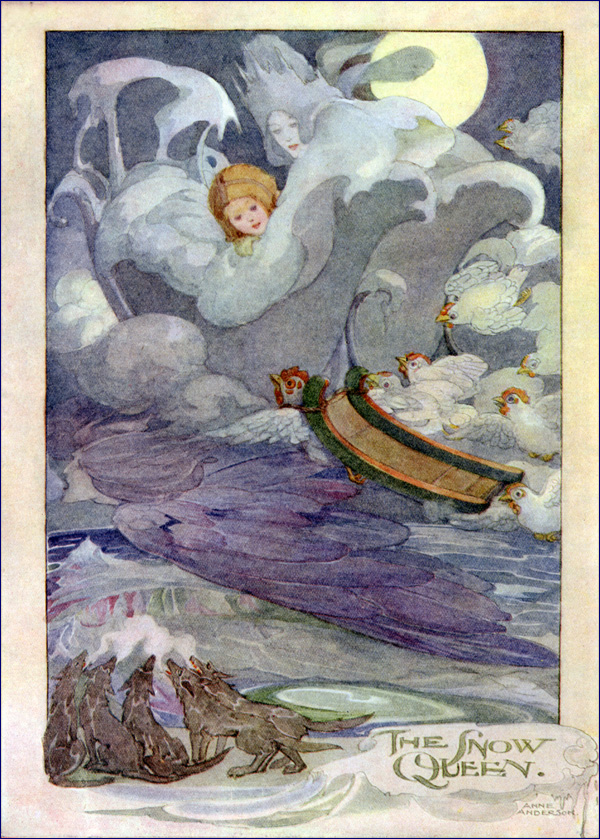
スコットランド人画家アン・アンダーソンのイラストレーション "The Snow Queen"（20世紀前半）

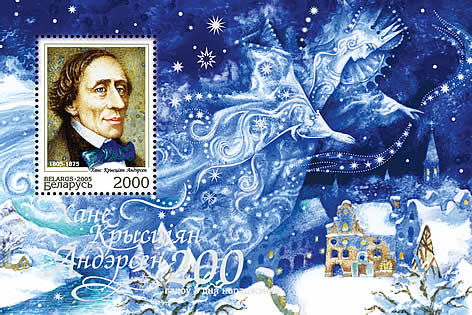
ベラルーシの記念切手（2005年）

『雪の女王』（ゆきのじょおう、ゆきのじょうおう、丁: Sneedronningen）は、デンマークの代表的な童話作家・詩人であるハンス・クリスチャン・アンデルセンの童話。
1844年12月21日初版の『新童話集』第1巻第2集に発表された。最初の日本語訳は、1893年（明治26年）9月初版の内田魯庵『鳥留好語』（警醒社）に同じ題名で収められている。
アニメーション作家であるスタジオジブリの宮崎駿が、「アニメーションを一生の仕事にしようと決意した作品」として、1957年にロシアで制作された本作のアニメを挙げている。

## あらすじ
ある雪深い土地にカイという少年と、ゲルダという少女がいた。二人はとても仲良しで、いつも一緒に遊んでいた。
しかしある日、悪魔の作った「鏡の破片」がカイの眼と心臓に刺さり、彼の性格は一変してしまう。その後のある雪の日、カイがひとりでソリ遊びをしていたところ、どこからか雪の女王が現れ、魅入るようにしてカイをその場から連れ去ってしまった。
春になるとゲルダはカイを探しに出かけ、太陽や花や動物たちの声に耳を傾けながら、少女は旅を続けていく。花園のある魔女の家でカイを探しに旅に出た事を魔法で忘れさせられるが、薔薇の花によって記憶が蘇り再び旅に出る。
さらに旅の途中で、王子と王女の助けによって馬車を得るものの、それが元で山賊に襲われる。あわや殺されようとするところを「山賊の娘」に救われたゲルダは、娘が可愛がっていた鳩に、「カイは北の方に行った」と教えられる。山賊の娘が用立ててくれたトナカイの背に乗って、ゲルダはとうとう雪の女王の宮殿にたどり着く。
カイを見つけたゲルダは涙を流して喜び、その涙はカイの心に突き刺さった「鏡の破片」を溶かす。少年カイは元の優しさを取り戻し、二人は手を取り合って故郷に帰った。

## 派生作品

### 映画（実写）
- 雪の女王/THE SNOW QUEEN（英語版、ロシア語版）（ロシア語: Снежная королева）：1966年公開。監督：ゲンナジー・カザンスキー
- 雪の女王/THE SNOW QUEEN（英語版、フィンランド語版）（フィンランド語: Lumikuningatar）：1986年公開。
- スノー・クイーン 〜雪の女王〜（Snow Queen）：2002年公開。
- 雪の女王（DIE SCHNEEKONIGIN ドイツ / フィンランド）：2014年公開。

### テレビドラマ
- フェアリーテール・シアター（Faerie Tale Theatre)：1985年放送。メリッサ・ギルバート主演で映像化された。
- The Snow Queen：2005年放送。BBCで映像化された。

### アニメ

#### ソビエト連邦
- 雪の女王（Снежная королева / Snezhnaya koroleva）：1957年公開。ソ連のサユースムリトフィルムによって製作された長編アニメーション作品。監督はレフ・アタマーノフ。

#### ロシア
- 雪の女王（英語版、ロシア語版）（Снежная королева）：2012年公開のCGアニメーション。監督はヴラド・バルベ、マキシム・スベシニコフ。
- 雪の女王 新たなる旅立ち（英語版、ロシア語版）（Снежная королева 2: Перезаморозка）：イギリスで2014年に、その他地域で2015年に公開。上記「雪の女王」の続編[7]。
- 雪の女王と火の魔王（英語版、ロシア語版）（Снежная королева 3: Огонь и лёд）：2016年公開。アレクセイ・ツィツィリン監督。上記作品の続編。シリーズ第3作。
- 雪の女王 ゲルダの伝説（英語版、ロシア語版）（Снежная Королева: Зазеркалье）：2018年公開。アレクセイ・ツィツィリン監督。シリーズ第4作。
- アイラと雪の女王 小さなプリンセス：シリーズ第5作。

#### イギリス
- The Snow Queen（1976年） - BBCエンタープライズ（旧BBCワールドワイド）で放送された、実写とアニメーションを融合したテレビ映画。イアン・キルが製作し、アンドリュー・ゴズリングが監督を務めた[8]。

#### アメリカ合衆国
- アナと雪の女王（Frozen）：2013年公開。ストーリーは大きく改変されている。
- アナと雪の女王2（Frozen II）：2019年公開。上記の作品の続編。

#### 日本
- フジテレビ：1971年1月3日から12月26日にかけて放送された虫プロダクション制作の『アンデルセン物語』の1エピソードとして、1971年2月12日と19日の2回に分けて放送された。ゲルダは野村道子、カイは野沢雅子が演じた。
- TBS：『まんが世界昔ばなし』（1976年10月7日 - 1979年3月28日）の1話として1977年12月29日に放送された。アニメーション制作はダックスインターナショナルが行なっている。
- 東京12チャンネル：人形アニメーション『世界名作ものがたり』（1981年4月15日 - 9月23日）全24話の第7話として放映。
- NHK：2005年に大幅に内容を改変・追加して全36話で放送。監督は出崎統。詳細は記事『雪の女王 (NHKアニメ)』を参照のこと。

#### その他
- カートゥーン ネットワークの『アンデルセン・ストーリーズ』25話・26話（前後編）で放送。日本語版ではゲルダは桑島法子、カイは竹内順子が声を演じる。

### 小説
- 雪の女王（英語版）(The Snow Queen)：ジョーン・D・ヴィンジによるサイエンス・ファンタジー小説。原著は1980年に刊行された。日本では1982年に岡部宏之の翻訳により早川書房海外SFノヴェルズより刊行、1987年にハヤカワ文庫に収録された。

### 漫画
- 雪の女王：藤田貴美の漫画。1997年12月から1998年1月にかけて発表された。
  - ヒロインはゲルダではなく山賊の娘で、「一見か弱いが、人生に目的（カイ）があり、それを目指して懸命に生きている」ゲルダと、「一見怖いものなしだが、人生に目的がなくただ無為に生きている」山賊の娘とが出会う。そして、娘はゲルダ自身を「人生の目的」にして執着する。

### ゲーム
- SNOW BOUND LAND：オトメイトから発売された恋愛アドベンチャーゲーム。
- 女神異聞録ペルソナ：シナリオの1つが『雪の女王』を基に作られている。
- グリムノーツ：ゲーム内に「雪の女王の想区」が存在している。
- グリムノーツ Repage：ゲーム内に「アンデルセン童話の想区」が存在し、その中にカイ、ゲルダ、雪の女王が登場する。
- グリムエコーズ：キャラクターにカイ、ゲルダ、雪の女王が登場している。また、『雪の女王』を基に「終わる、夏の日のバラと君」というシナリオ、「遥かなる願いのメルヘン（雪と氷の国）」というメルヘンが作られている。
- モンスターストライク：本作の登場人物である雪の女王とカイが元になったモンスター（キャラクター）として、プレミアムガチャ排出モンスターの「雪の女王 フリーズ」と降臨モンスターの「カイ」が実装されている。

### 楽曲
- ゲルダの鏡 (A Mirror of Gerda)：樽屋雅徳による楽曲。
- カイの迷宮：谷山浩子による『雪の女王』をモチーフとしたコンセプトアルバム。

### ミュージカル
- 2026年2月20日から2月23日まで、ハーモニーホールふくい 大ホールで公演予定[9]。主演は、鶴見辰吾。